# Latarniki (serial animowany)
Latarniki (ang. The Lampies, 2001) – brytyjsko-amerykański serial animowany emitowany niegdyś na antenie Canal+ i MiniMax.

## Opis fabuły
Latarniki to małe i wesołe ludziki, które mieszkają w latarniach. Codziennie dbają o to, by światło na ulicach zawsze było wieczorem zapalone na czas. Ich wrogami są od 1000 lat brzydkie stworzenia – Mroki, którzy pragną pogrążyć świat w absolutnej ciemności, aby móc nad nim zapanować.

## Postacie
- Kapitan Bezbłysk (ang. Captain Brightlight) – tchórzliwy i mało pomysłowy lider latarników. Często nie wie o co chodzi i pakuje resztę w kłopoty. Udaje, że ciężko pracuje, ale gdy nikt nie patrzy bawi się samochodami bądź figurkami.
- Faza (ang. Matronly Spotlight) – zwykle niedoceniana nawigatorka w latarni. Często też gotuje i sprząta.
- Promyczek (ang. Livewire) – najmłodsza z latarników. Mimo to jest bardzo odważna i pomysłowa. Reszta zwykle nie wierzy, że coś jej się uda i często tego żałują.
- Kudłatek (ang. Dustywugg) – szczeniak i towarzysz Promyczka.
- Wsztyczka (ang. Contact) – prawa ręka Kapitana. Bardzo lubi Promyczka i Kudłatka.
- Dłubacz (ang. Burnout) – mechanik w latarni. Wie wszystko o sprzętach i urządzeniach.
- Wolt (ang. Charge) – ciamajdowaty latarnik. Twierdzi, że jest odważny, ale w rzeczywistości boi się nawet własnego cienia. Udaje zapracowanego latarnika, ale swoją uwagę skupia tylko na jedzeniu i filmach.
- Brygadier Rozblask (ang. Brigadier Big Beam) – szef wszystkich latarników. Rygorystyczny i surowy.
- Fosforka (ang. Phosphorous) – asystentka Brygadiera. Obiekt westchnień młodych latarników (w tym Wolta).
- Mroki (ang. Roons) – zielone stwory, które chcą zniszczyć światło, jednak nigdy im się to nie udaje, gdyż panicznie się go boją. Mimo to nieustannie atakują latarników.
- Arcy Mrok (ang. Arch Roon) – lider Mroków. Agresywny i często wyładowuje złość na sługach. Jako jedyny nie boi się światła.

## Obsada
- Jimmy Hibbert
- Eve Karpf
- Rob Rackstraw -
  - Wolt
  - Błystek
- Susan Sheridan - Promyczek

## Wersja polska
Wystąpili:
- Agnieszka Kunikowska – Promyczek
- Mieczysław Morański – Wolt
- Izabella Bukowska – Wsztyczka

i inni